# Sue Gossick
Susanne "Sue" Gossick, née le 12 novembre 1947 à Chicago, est une plongeuse américaine.

## Carrière
Elle termine quatrième de l'épreuve de plongeon aux Jeux olympiques d'été de 1964 à Tokyo.
Elle participe aux Jeux panaméricains de 1967 à Winnipeg et aux Jeux olympiques d'été de 1968 à Mexico, remportant dans les deux compétitions la médaille d'or en tremplin.
Elle intègre l'International Swimming Hall of Fame en 1988.